# Bundesliga de 1966–67
A Primeira Divisão do Campeonato Alemão de Futebol da temporada 1966-1967, denominada oficialmente de Fußball-Bundesliga 1966-1967, foi a 4º edição da principal divisão do futebol alemão. O campeão foi o Eintracht Braunschweig que conquistou seu 1º título na história do Campeonato Alemão.

## Premiação
| 1. Fußball-Bundesliga 1966-1967            |
| Baixa-Saxônia                              |
| ------------------------------------------ |
| EINTRACHT BRAUNSCHWEIG Campeão (1º título) |